# Battaglia di Agen
La battaglia di Agen avvenne nei pressi del paese omonimo, non molto lontano dall'antica Burdigala, situato nel territorio dei Volci sulle rive della Garonna, nel 107 a.C..
I Tigurini, una tribù dei celti Elvezi, sotto il comando di Divico, annientarono un corpo di spedizione romano comandato dal console Lucio Cassio Longino, ed assistito dai comandanti Lucio Calpurnio Pisone Cesonino e da Gaio Popilio Lenate. Longino e Cesonino furono uccisi ed i vincitori costrinsero i superstiti all'umiliazione del giogo.

## Contesto storico
Nel 113 a.C., le popolazioni germaniche dei Cimbri e dei Teutoni invasero i territori di popolazioni alleate della Repubblica romana, battendo pesantemente alcuni degli eserciti romani inviati contro di loro. Il primo esercito romano sconfitto fu quello del console Gneo Papirio Carbone nel Norico, presso Noreia, poi quello del console Marco Giunio Silano, sconfitto nel 109 a.C. nella Gallia Narbonensis in una località sconosciuta nei pressi del fiume Rodano. Fu in quella occasione che le tribù germaniche strinsero un'alleanza con il popolo celtico dei Tigurini.

## La battaglia
Nel 107 a.C., il Senato romano promosse una nuova campagna militare, questa volta condotta dal console Lucio Cassio Longino, Lucio Calpurnio Pisone Cesonino e da Gaio Popilio Lenate, per difendere una delle tribù alleate di Roma. I Tigurini ottennero una vittoria schiacciante, mentre il console Longino venne ucciso insieme a buona parte della sua cerchia militare. Il resto dell'armata romana fu costretta ad arrendersi ed a passare sotto il giogo, prima di poter far ritorno in Italia.

## Conseguenze
Quando la notizia della disfatta giunse nella Gallia Narbonense, numerose città si rivoltarono al dominio romano, compresa Tolosa. L'anno successivo, un altro console, Quinto Servilio Cepione, marciò contro i ribelli galli e catturò Tolosa, compreso l'oro di Tolosa (Aurum Tolosanum). Molto di questo bottino però sparì e forse fu trasferito a Massilia. Nel 105 a.C., le forze germaniche ed i Tigurini ottennero una nuova vittoria contro le armate romane questa volta presso Arausio.